# Tourist Trophy 1975
Il Tourist Trophy fu il sesto appuntamento del motomondiale 1975.
Si svolse dal 1º al 7 giugno 1975 sul circuito del Mountain, e corsero tutte le classi tranne 50 e 125.
Continuò il boicottaggio da parte dei piloti continentali, in una edizione del TT caratterizzata dal cattivo tempo (la pioggia - che in alcuni tratti diventava neve - costrinse a rinviare Junior TT e Sidecar TT).
Alle gare iridate si aggiunsero quelle della categoria "Production" (250 cm³, 500 cm³ e 1000 cm³), il "Classic TT" per moto fino a 1000 cm³ e quella per i sidecar 1000 cm³. Le gare "Production" (con una nuova formula: un'unica gara per tutte le cilindrate sulla distanza di 10 giri - 9 per la 250 -, con due piloti per moto) furono vinte da Chas Mortimer/Billie Guthrie (Yamaha 250), Charlie Williams/Eddie Roberts (Honda 500) e Dave Croxford/Alex George (Triumph 750). John Williams vinse il Classic TT, mentre la gara dei sidecar 1000 andò all'equipaggio Siegfried Schauzu/Wolfgang Kalauch (BMW).
Mick Grant vinse il Senior TT con una Kawasaki 3 cilindri raffreddata ad acqua. Il britannico stabilirà nella successiva gara "Classic" il nuovo record sul giro in 20' 36" 9, migliorando quello stabilito da Mike Hailwood otto anni prima.
Lo Junior TT visse della rivalità tra Charlie Williams e Alex George: vinse Williams, approfittando della caduta di George (che fu elitrasportato in ospedale) all'ultimo giro. George si ripresentò alla partenza del Lightweight TT, terminando al quinto posto la gara, vinta da Chas Mortimer.
Prima vittoria di un sidecar con motore a due tempi: l'onore andò a Rolf Steinhausen.
Durante questa edizione morirono due piloti: Peter McKinley durante le prove e Phil Gurner in gara, entrambi schiantatisi nello stesso punto (Milltown) ad alta velocità.

## Classe 500
75 piloti alla partenza, 39 al traguardo.

### Arrivati al traguardo
| Pos. | Pilota           | Moto          | Tempo        | Punti |
| ---- | ---------------- | ------------- | ------------ | ----- |
| 1    | Mick Grant       | Kawasaki      | 2h 15' 27" 6 | 15    |
| 2    | John Williams    | Yamaha        | +31" 2       | 12    |
| 3    | Chas Mortimer    | Maxton-Yamaha | +2' 55" 2    | 10    |
| 4    | Billie Guthrie   | Yamaha        | +2' 58" 6    | 8     |
| 5    | Steve Tonkin     | Yamaha        | +4' 05" 6    | 6     |
| 6    | Geoff Barry      | Yamsel        | +4' 07" 2    | 5     |
| 7    | Charlie Williams | Maxton-Yamaha | +4' 10" 4    | 4     |
| 8    | Tony Rutter      | SMAC-Yamaha   | +4' 19"      | 3     |
| 9    | Helmut Kassner   | Yamaha        | +4' 57" 4    | 2     |
| 10   | Les Kenny        | Yamaha        | +4' 58" 2    | 1     |

## Classe 350
79 piloti alla partenza, 38 al traguardo.

### Arrivati al traguardo
| Pos. | Pilota           | Moto          | Tempo        | Punti |
| ---- | ---------------- | ------------- | ------------ | ----- |
| 1    | Charlie Williams | Maxton-Yamaha | 1h 48' 26" 4 | 15    |
| 2    | Chas Mortimer    | Maxton-Yamaha | +1' 24" 6    | 12    |
| 3    | Tom Herron       | Yamaha        | +2' 09"      | 10    |
| 4    | Steve Tonkin     | Yamaha        | +2' 27" 6    | 8     |
| 5    | Derek Chatterton | Chatt-Yamaha  | +2' 51" 8    | 6     |
| 6    | Billie Guthrie   | Yamaha        | +3' 32" 6    | 5     |
| 7    | Gerry Mateer     | Yamaha        | +4' 12" 4    | 4     |
| 8    | Geoff Barry      | Yamsel        | +4' 30" 4    | 3     |
| 9    | Noel Clegg       | Yamaha        | +4' 33" 4    | 2     |
| 10   | Martin Sharpe    | Yamaha        | +4' 35"      | 1     |

## Classe 250
68 piloti alla partenza, 45 al traguardo.

### Arrivati al traguardo
| Pos. | Pilota           | Moto              | Tempo        | Punti |
| ---- | ---------------- | ----------------- | ------------ | ----- |
| 1    | Chas Mortimer    | Maxton-Yamaha     | 1h 28' 57" 8 | 15    |
| 2    | Derek Chatterton | Chatt-Yamaha      | +22" 2       | 12    |
| 3    | John Williams    | Yamaha            | +44" 4       | 10    |
| 4    | Tony Rutter      | Yamaha            | +1' 57" 6    | 8     |
| 5    | Alex George      | Yamaha            | +1' 58" 2    | 6     |
| 6    | Billie Henderson | Yamaha            | +2' 13" 4    | 5     |
| 7    | Neil Tuxworth    | Yamaha            | +2' 28" 2    | 4     |
| 8    | Helmut Kassner   | Yamaha            | +3' 11" 2    | 3     |
| 9    | Eddie Roberts    | Maxton-Yamaha     | +3' 17" 6    | 2     |
| 10   | Clive Horton     | Mayne Line Yamaha | +3' 25" 6    | 1     |

## Classe sidecar
69 equipaggi alla partenza, 33 al traguardo.

### Arrivati al traguardo
| Pos | Pilota           | Passeggero       | Moto            | Tempo      | Punti |
| --- | ---------------- | ---------------- | --------------- | ---------- | ----- |
| 1   | Rolf Steinhausen | Josef Huber      | Busch-König     | 1h 10' 47" | 15    |
| 2   | Malcolm Hobson   | Gordon Russell   | Hamilton-Yamaha | +4"        | 12    |
| 3   | Dick Greasley    | Cliff Holland    | Windle-Yamaha   | +1' 17" 6  | 10    |
| 4   | Helmut Schilling | Frank Knights    | BMW             | +6' 08" 4  | 8     |
| 5   | Derek Plummer    | Chas Birks       | König           | +6' 51" 4  | 6     |
| 6   | Gustav Pape      | Franz Kallenberg | König           | +7' 57" 2  | 5     |
| 7   | Alec Campbell    | John Pearson     | Campbell-Yamaha | +9' 34"    | 4     |
| 8   | Robin Williamson | John McPherson   | British Magnum  | +9' 51" 6  | 3     |
| 9   | Roger Dutton     | Tony Wright      | Yamaha          | +10' 46" 2 | 2     |
| 10  | Ted Janssen      | Peter Sales      | König           | +11' 29"   | 1     |